# Sicanos
Los sicanos (griego Σικανοί, Sikanoí) fueron unos antiguos pobladores que se asentaron en Sicilia, al parecer, en algún momento de la Edad del Bronce. Tucídides (vi, 2) escribe que, tras los cíclopes y lestrigones, los sicanos fueron los siguientes en establecerse en Sicilia. Habían vivido antes en Iberia, cerca del río Sicano, pero las fuentes no indican claramente la época, sólo que cuatro o tres generaciones antes de la guerra de Troya comenzaron a invadir Sicilia, entonces denominada Trinacia. Al parecer tuvieron guerras con los ligures antes de invadir Trinacria. Sin embargo, Tucídides amplía Iberia hacia el este, hasta el Ródano; el Sicano puede haber sido un río de la Galia (algunos proponen que el Sicano corresponde al río Sequana, el actual Sena). 
Se ha pretendido que los sicanos se habían establecido en el Lacio a lo largo del río Tíber, pero fueron otra vez conducidos desde allí por grupos nativos y llevados al sur de Italia. Permanecieron allí durante un tiempo, viviendo junto a los enotrios, pero parece que la mayor parte de los sicanos cruzaron después a Sicilia (entonces conocida como Trinacria). Se ha dicho que habitaron en la parte más grande de Trinacria en tiempos antiguos, por lo que Trinacria pasó a ser conocida como Sicania.
Más tarde, los élimos, quizá colonos de Anatolia, se asentaron cerca de los sicanos en el noroeste de Sicilia. Con la llegada de los sículos, los sicanos habitarían sobre todo en el noroeste de Sicilia, que sería conocida como Sicania, mientras que el resto de la isla sería conocida como Sicilia. Las ciudades sicanas más importantes fueron Herbita, Camicus, Agirio, Adrano, Enna, y Omfaces.

## Idioma sicano

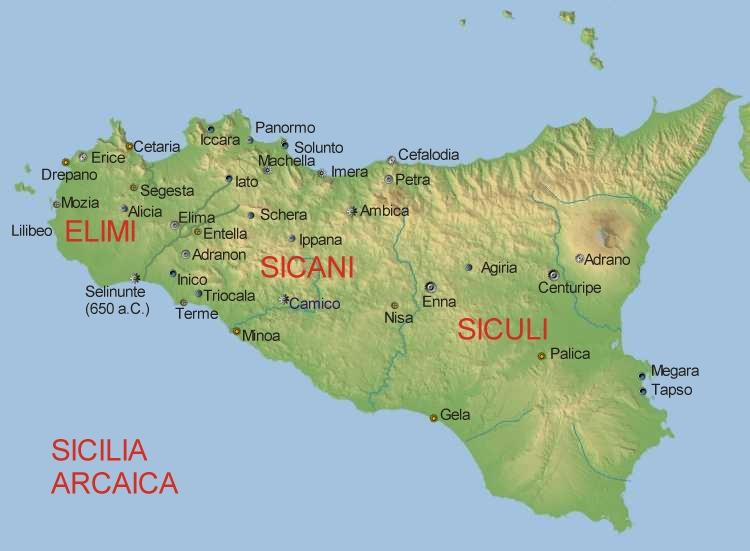
División territorial de Sicilia en la era de los Sicanos

Del idioma sicano se sabe muy poco al estar basado, lo que conocemos, en unas pocas y cortas inscripciones fechadas en el siglo VI a. C., y escritas en alfabeto griego. Los nombres no han sido traducidos, y la lengua no ha sido clasificada debido a la falta de datos.
Entre la onomástica conocida se encuentran algunos nombres en la fábula de Dédalo. Dédalo viajó a Sicilia y construyó muchos artilugios mecánicos para el rey Cócalo de los sicanos. Francesco Ribezzo publicó en 1933 una inscripción supuestamente sicana encontrada en Sciri, cerca Caltagirone. La inscripción que data del siglo VI a. C. está formada por 58 letras griegas. Algunos autores consideran que dicha lengua presenta influencias indoeuropeas, o que incluso refleja una lengua indoeuropea, pero en la opinión de otros muchos como el especialista italiano G. Devoto, palabras como 'nendas, tebeg, pra arei, pagosti kealte, inrubo difícilmente pueden ser interpretadas como indoeuropeas.